# Nowyje Batieki
Nowyje Batieki (ros. Новые Батеки) – wieś (ros. деревня, trb. dieriewnia) w zachodniej Rosji, centrum administracyjne osiedla wiejskiego Gniozdowskoje rejonu smoleńskiego w obwodzie smoleńskim.

## Geografia
Miejscowość położona jest u ujścia rzeki Olsza do Dniepru, przy drodze federalnej R120 (Orzeł – Briańsk – Smoleńsk – Witebsk), 13,5 km od drogi magistralnej M1 «Białoruś», 13 km na zachód od Smoleńska.
W granicach miejscowości znajdują się ulice: 1-yj Osiennij pierieułok, 2-oj Osiennij pierieułok, 3-ij Osiennij pierieułok, Anisimowa, Czurkinych, Dalniaja, Fajansowaja, Jamskaja, Jubilejnaja, Kowalewa, Kołchoznaja, Letnij 1-yj pierieułok, Letnij 2-oj pierieułok, Letnij 3-ij pierieułok, Letnij 4-yj pierieułok, Mołodiożnyj pierieułok, Nowaja, Nowosiełow, Olszanskaja, Otradnaja, Pierwomajskaja, Riecznaja, Siewiernaja, Siergiejewa, Sogłasija, Sołniecznaja, Sportiwnaja, Stroitielnaja, Szkolnaja, Uniwiersalnaja, Wasilewskogo, Witiebskaja, Wozniesienskaja, Woinow-Intiernacyjonalistow, Wostocznaja, Wostocznyj pierieułok, Zielonaja.

## Demografia
W 2010 r. miejscowość zamieszkiwało 1011 osób.

## Osobliwości
Ok. 300 m na północny zachód od dieriewni, na prawym brzegu rzeki Olszy znajduje się piaszczyste wzgórze, które w starożytności było okresowo wykorzystywane jako miejsce osadnictwa plemion mezolitu, neolitu i brązu. Potwierdzają to znaleziska: kawałki obrobionego krzemienia i fragmenty ceramiki. W epoce żelaza w północnej części grzebietu zbudowano osadę w kształcie wydłużonego owalu o wymiarach 48 x 23 m. Wokół zbudowano wał o wysokości do 1 m i szerokości do 8 m, na zewnątrz którego znajdował się rów, zachowany po stronie południowej i północnej. Głębokość rowu dochodziła do 1,5 m, a szerokość do 7 m. Dodatkowo istniał drugi wał pierścieniowy, miejscami o wysokości do 1,1 m i szerokości do 7 m. Miejsce to zostało zbadane w latach dwudziestych XX wieku oraz w latach 1959-60. Ustalono, że osada była miejscem osadnictwa w pewnych okresach między VI wiekiem p.n.e. i III wiekiem naszej ery. Znaleziono tam pozostałości starożytnych budowli z połowy I tysiąclecia p.n.e. w postaci długich konstrukcji pierścieniowej, a wzniesiony wówczas szyb zawierał starannie ułożoną darń. W ostatnim okresie istnienia osady istniały niewielkie zabudowy naziemne z kamiennymi paleniskami, w tym czasie wzniesiono II wał okrężny. Ponadto znaleziono pozostałości specjalnego pomieszczenia związanego z odlewem z brązu. W warstwie kulturowej osady znaleziono przedmioty żelazne (sierpy, noże, siekiery, szydła, igły itp.); przedmioty wykonane z brązu (bransoletki, szpilki, pierścionki, kolczyki, igły, noże itp.); rzeczy wykonane z kości (groty strzał, harpuny, szydła, szpilki, koraliki itp.); wyroby gliniane (formy odlewnicze, odważniki, tygle i wiele fragmentów glinianych form). Znaleziono także narzędzia wykonane z kamienia oraz liczne kości zwierząt domowych (odpady kuchenne), żużle żelazne i kawałki rudy darniowej.